# Lac Fūren
Le lac Fūren (風蓮湖, Fūren-ko) est un lac d'eau saumâtre situé à cheval entre la ville de Nemuro et le bourg de Bekkai, à Hokkaidō au Japon.

## Géographie
La zone humide du lac Fūren et les dunes shunkuni-tai (春国岱) ont été inscrites dans la convention de Ramsar,.
Ce lac est ouvert sur la baie de Nemuro.